# Leibertingen
Leibertingen – miejscowość i gmina w Niemczech, w kraju związkowym Badenia-Wirtembergia, w rejencji Tybinga, w regionie Bodensee-Oberschwaben, w powiecie Sigmaringen, wchodzi w skład wspólnoty administracyjnej Meßkirch. Leży w Jurze Szwabskiej, ok. 15 km na wschód od Sigmaringen.